# 원더풀 데이
"원더풀 데이"(Wonderful Day)는 한국에서 제작된 김현필 감독의 2003년 영화이다. 박규종 등이 주연으로 출연하였다.

## 출연

### 주연
- 박규종
- 유현두
- 김보경

## 기타
- 조명: 윤지원
- 붐어시스턴트: 심민영
- 미술: 김미진